# Wiesław Gabzdyl
Wiesław Franciszek Gabzdyl (ur. 4 września 1936, zm. 25 maja 2010 w Gliwicach) – polski mineralog i petrograf, profesor doktor habilitowany inżynier Politechniki Śląskiej.

## Życiorys
W 1958 ukończył studia na Wydziale Geologiczno-Poszukiwawczego Akademii Górniczo-Hutniczej w Krakowie, od 1961 był związany zawodowo z Politechniką Śląską. Wiesław Gabzdyl jest uważany za twórcę śląskiej szkoły geologii i petrologii węgla. W 1966 obronił przygotowaną pod kierunkiem prof. dr. hab. Jana Kuhla pracę doktorską pt. Charakter facjalny i budowa petrograficzna pokładów węglowych i skał towarzyszących w kopalni „Jastrzębie”. W 1970 na podstawie rozprawy Pokład 510 w obszarze górniczym kopalni Kazimierz-Juliusz na tle rozwoju sedymentacji i litologii warstw siodłowych; jego budowa litologiczna i petrograficzna oraz niektóre własności fizykochemiczne habilitował się. Prowadził działalność naukowo-badawczą w zakresie geologii i petrologii złóż węgla oraz gospodarki surowcami mineralnymi, w latach 1972-1977 pełnił funkcję prorektora Politechniki Śląskiej ds. Nauczania i Wychowania. W 1980 założył, a następnie kierował Instytutem Geologii Stosowanej na Wydziale Górnictwa i Geologii. Piastował funkcję Redaktora Naczelnego Wydawnictw Naukowych Politechniki Śląskiej, był również prezesem Klubu AZS. W roku akademickim 1987/1988 został uhonorowany wyróżnieniem „Złota Kreda” dla najlepszego wykładowcy Wydziału Górniczego, od 1988 zasiadał w Komisji ds. reformy prawa górniczego i geologicznego. Uczestniczył w pracach wielu organizacji i stowarzyszeń naukowych m.in. ICCP – Międzynarodowego Komitetu Petrologii Węgla. W 2006 przeszedł na emeryturę. Dorobek naukowy prof. Wiesława Gabzdyla obejmuje ok. 200 publikacji, w tym 7 książek i monografii, a także 11 skryptów i podręczników. Otrzymał Nagrodę Ministra Środowiska.
Zmarł w 2010, pochowany na Centralnym Cmentarzu Komunalnym w Gliwicach.

## Ordery i odznaczenia
- Krzyż Komandorski Orderu Odrodzenia Polski (13 grudnia 2000)[4]
- Złoty Krzyż Zasługi (1975)[5]
- Medal Komisji Edukacji Narodowej
- Odznaka honorowa „Zasłużony dla Górnictwa RP”
- Odznaka honorowa „Zasłużony dla polskiej geologii”

## Stopień górniczy
- Generalny Dyrektor Górniczy I stopnia